# 多変量解析
多変量解析（たへんりょうかいせき、英語: multivariate analysis）は、多変量のデータの特徴を要約する方法のことである。データの要約により、データの特徴を単純化し、分析しやすくする。
当初は統計学の理論として生まれたが、コンピュータの発展とともに他の分野でも応用されるようになっていった。

## 主な多変量解析
- 重回帰分析
- 主成分分析
- 独立成分分析
- 因子分析
- 判別分析
- 数量化理論 （I類、II類、III類、IV類）
- クラスター分析
- コンジョイント分析
- 多次元尺度構成法 (MDS)

## 各分野での利用

### 人文地理学
人文地理学では、地域分析において多変量解析が重要な手法となる。1950年代後半以降、計量地理学の理論を構築していくうえで多変量解析が利用されていった。人文地理学では、重回帰分析による地域間の連結性の把握、主成分分析による都市の内部構造の分析、因子分析・クラスター分析による因子生態分析や等質地域・機能地域の地域区分などが行われる。
地域分析で多変量解析を行う場合は、まず地理行列を作成する。等質地域の設定を行う場合は属性行列、機能地域の設定を行う場合は相互作用行列を作成し、多変量解析を行うことになる。

## 教科書
- 小西貞則：「多変量解析入門：線形から非線形へ」、岩波書店、ISBN 978-4-00-005653-3 (2010年1月26日).